# Царь Вахромей
Царь Вахромей (также Царище Вахромеище, Царь Лиховид, Вахрамей Вахрамеевич, Царь Варфоломей и Одолище Кошчевич) — фольклорный персонаж, фигурирующий во многих сказаниях и былинах как царь, а также тестем главного героя.В отдельных историях был представлен как полноценное действующее лицо, в качестве антагониста. Фигурирует в былинах про похождения таких богатырей, как: княжич Иван Годенович, витязь Потык Михайло Иванович и прекрасный богатырь Уруслан Залазарович. Предстал в качестве родителя царевны Авдотьи Лиховидовной Лебеди Белой в первых двух, либо же царевны Анастасии Вахрамеевны, в последнем.

## Происхождение образа

### Имя
Имя Вахромей — это народная форма имени Варфоломей - мужского имени арамейского происхождения. У Никандра Петровского и Рыбакина Анатолия имя выводится из арамейского Bar-Talmai в значении «сын Толмая». У А. Суперанской также из арамейского Bar-Tolmay, но как «сын Птоломея». Считается, что арамейский вариант происходит из греческого имени Птоломей, но сама греческая форма Βαρθολομαίος произошла из арамейского. В старославянский и латинский языки имя попало из греческого.
Имя Лиховид, в свою очередь, является переделкой старославянского слова Лихо, обозначавшее горе, несчастье и неудачу.

### Поведение
Лиховид-Вахромей, в тех былинных сюжетах, где он выступает в качестве антагонистического персонажа, изображён стереотипным для своего жанра злодеем. Он выступает в виде представлений о враждебных силах татарщины и грехопадения нехристи. Отсюда сюжеты нарушения законных браков для кровосмешения с дочерью, а также борьба против богатырей, олицетворяющих добро. Это делает Вахромея Вахромеевича схожим с иными представителями тёмных и коварных сторон в эпопеях и историях про похождения русских героев.

## Былинные сюжеты

### Михайло Иванович Потык

#### Начало
Царевна Авдотья Лебедь Белая, дочь царя Вахромея, утомившись сидеть дома в царских палатах, превратившись в лебедя летит на поиски любви. В это время статный витязь Потык Михайло Иванович ехал на охоту в лес, с надеждой добыть какой-либо дичи. Он увидел лебедя и начал целиться из своего лука, но это была Авдотья. Она вернулась в свой прежний облик и попросила богатыря не убивать её, а взять себе в жёны. Михайло Иванович, увидев неописуемую красоту девушки, влюбился и согласился стать её супругом. Потык и Лиховидовна играют свадьбу и дают обещание, что в случае смерти одного из супругов, второго похоронят заживо вместе с мёртвым, чтобы они были вместе навсегда.

#### Хороший конец
Первой погибает Авдотья. Михайло в доспехах и на коне устраивает похороны жены, но к нему подползает змей и между ними начинается бой. Михайло убивает змея. Его кровь воскрешает Авдотью, и супруги живут вместе долго и счастливо.

#### Плохой конец
В ином прочтении истории Авдотья Вахромеевна, всё также, гибнет, и Потыка, все также кладут с нею, но дальше сюжет идёт по альтернативной ветке. От рук Ивановича гибнут дети змеи которые проползали мимо, опечаленая змея уползает и воротится с водицею целительнецею во рту и обливает ею своё потомство, те воскресаю и быстро уползают. Капли воды попадают и на Авдотью, и та тоже оживает. Но либо разгневаная на мужа за жестокость с животными, либо изначально не любившая его, видя в нём лишь развлечения недоступное ей во дворце, она обманывает мужа, напаевает его до потери сознания, после чего убивает его, а сама збегает к своему любовнику или царь Кащею, или, собственно, к своему отцу Лиховиду-Вахромею со всё теми же любовными намериньями. Но богатырские товарищи (Илья, Алёша и другие) спасают Михайла Ивановича, что делает его единственным богатырём из былин, бывавшего в царстве мёртвых и вернувшегося. А затем находят и мстят за него, убив её любовника-отца и четвертовав конями саму, неверную Лебедь Белую.

### Иван Годенович
Это былина с участием Вахрамея Вахрамеевича начинается празнечным пиром у русского князя Владимира Красного Солнышка. Один из вельможных гостей, племяник князя Владимира, Иван Годенович, один сидит на невесел, и на княжеский вопрос, что его так беспокоит, отвечает, что хотел бы поехать в Золотую орду (в других версиях — в Индию, к ляховинскому королю или в Чернигов) посватать за себя Авдотью Лебедь Белую. Владимир Красно Солнышко одобряет его желание и даёт ему в дружину своих товарищей Илью Ивановича из Мурома, Алёшу Левонтиевича из Ростова, Добрыню Никитича из Рязани и Василия Казимировича из Владимира, с которыми он и едет свататься.
Когда ему отказывают Ивану Годиновичу в руке дочери, так как она уже просватана за своего отца царища Вахромеища (в других версиях — царя Афромея Афромеевича, Фёдора Ивановича с хороброй литвы, Одолища Кошчевича, Кащея Трипетовича), Иван Годенович силой увозит Авдотью. На пути в Киев дружина Ивана Годеновича встречает звериные следы — вепря, кобылы, тура или лани — и княжеский племяник отсылает сопровождавших его богатырей в погоню за зверями. Оставшись один с невестой, он ложится с нею в шатре. Но в это время настигает его Вахромей и вызывает на бой. Киевит повалил Вахромея, хотел вспороть ему грудь и просит невесту подать ему нож, но та помогает отцу победить богатыря и привязать его к дереву. Затем уже Вахромей с невестой ложатся в шатре.
В это время прилетает на дерево ворон (иначе два голубя, две лебеди (Либовники(ци) Авдотьи?)), и человечьим голосом говорит, что не суждено царю не владеть своею дочерью, а суждено владеть ей Ивану Годеновичу. Разгневанный Царище Вахромеище пускает в ворона стрелу, которая, обратившись назад, убивает самого стрелка. Лебедь Белая, опасаясь за свою судьбу, хочет отрубить Ивану Годиновичу голову, но шашка скользнула и рассекла только путы, которыми был связан Иван Годенович. Былина оканчивается жестокой расправой Ивана Годеновича с невестой, которой он сначала отсекает руки, затем ноги, губы и наконец голову.

### Уруслан Залазарович
В этой истории царь Вахрамей Вахрамеевич является второстепенным персонажем, правителем чьё царство тероризирует чудо змей о трёх головах. Царь что бы избавиться от напасти приносит в жертву свою дочь Анастасию(Настасью) но проежавший мимо Уруслан Залазарович, увидев девицу, влюбляется и решает выручить и её, а за одно и всё царство. Он вступает в бой с объявившемся чудовищем и побеждает, отрубает ему две из трёх голов, седлает, и едет к царевне Анастасие Вахрамеевне, и к её отцу царю Вахрамею Вахрамеевичу. Эта былинная история заканчивается свадьбой славного витязя богатыря Уруслана Залазаровича и дочери Вахрамея царевны Настасьи.

### Другие былины
В других былинах царь Лиховид выступает вместо или в месте с другими погаными богатырями, вроде: Одолищя Кошчевича, Тугарина Змеевича, Калина Калиновича и Жидовина. Тем не менее, он все ещё встречается в былинах про свою коварную дочь. К примеру, в народной сказке Матюша Пепельной, один царь искал себе невесту, он услыхал, что у заморского царя Вахрамея есть дочь-богатырка Настасья Вахрамеевна (Анастасия Вахрамеевна), и решил ехать свататься. Вахрамей соглашается выдать дочь замуж за царя, но сначала тот должен выполнить три задания Настасьи, а иначе его обезглавят, а дальше идёт классический сказочный сюжет. Вот так и в сказках, Вахромей всё так же является тестем главным персонажам, а его дочь Авдотья-Анастасия выступает в роли коварной и злобной нежелательницы бракосочетания.

## Анализ персонажа
Некоторые исследователи полагают что Царь Вахрамей Вахрамеевич и Царь Афромей Афромеевич — это один и то же поганый царь, ведь они оба обольстили и увезли жену либо Ивана Годеновича, либо Михаила Потыка, после чего оба богатыря казнят жён одинаково сурово; Сходство это, как говорят исследователи, доказывает, что это один и тот же сюжет, примыкающий то к одному, то к другому из этих богатырей. Но несмотря на это некоторые категорически отказывуются отождествлять этих двух богатырей, ведь в отличие от Афромея, Вахромей упоминается и появляется ещё в очень многих сказках, иногда со своей дочерью, а иногда и без. А вот Афромей Афромеевич па поединке с княжеским племянником свой былинный путь и окончил, лишь очень редко, под именем Иван Окульевич, упоминается в былинах про Михайла Ивановича Потыка.
Что касается детей царя, тут вероятность что Лебедь Белая и Настасья Вахрамеевна являются одним и тем же лицом более высокая, ведь Настасья это народная форма имени Анастасии, а в былине про Ивана Годеновича, Авдотью Лебедь Белую, также называют Марьей Дмитриевной, Душой Дмитриевной и Настасьей, а коварство обеих невест и схожесть сюжетов дают эще больше оснований полагать что Авдотья Лиховидовна и Анастасия Вахрамеевна это разные вариации имени одного и того же персонажа.